# New Zealand Cycle Classic 2014
La 27e édition de la New Zealand Cycle Classic a eu lieu du 29 janvier au 2 février 2014. La course fait partie du calendrier UCI Oceania Tour 2014 en catégorie 2.2.
Elle a été remportée par le Néo-Zélandais Michael Vink (Budget Forklifts), vainqueur de la première étape courue sous la forme d'un contre-la-montre, devant son compatriote James Oram (Équipe nationale de Nouvelle-Zélande), lauréat de la dernière étape et l'Australien Adam Phelan (Drapac),.
Le Néo-Zélandais Scott Thomas (Total-Pos-SBA Accountants) termine meilleur grimpeur alors que l'Allemand Michael Schweizer (Synergy Baku Project) remporte le classement des sprints et que la formation australienne Avanti termine meilleure équipe.

## Présentation
Cette édition de la New Zealand Cycle Classic est la première épreuve de l'UCI Oceania Tour 2014. L'épreuve est la plus grande épreuve de Nouvelle-Zélande et se déroule aux alentours de la ville de Palmerston North.

### Parcours
L'épreuve, composée de cinq étapes, débute par un contre-la-montre de 5,1 km lors de la première étape avant d'enchainer par deux étapes relativement plates. S'ensuit la quatrième étape un peu plus vallonnée mais sans grandes difficultés puis la dernière avec une arrivée en côte sur la Saddle Road (ou Route de la Selle) qui présente une longueur de 2,5 km. Celle-ci sera certainement le juge de paix de cette édition puisque le contre-la-montre est court et qu'aucune bonification n'est attribuée sur les différentes étapes.

### Équipes
Classée en catégorie 2.2 de l'UCI Oceania Tour, la New Zealand Cycle Classic est par conséquent ouverte aux équipes continentales professionnelles d'Océanie, aux équipes continentales, aux équipes nationales, aux équipes régionales et de clubs et aux équipes mixtes.
20 équipes participent à cette New Zealand Cycle Classic - 1 équipe continentale professionnelle, 5 équipes continentales, 1 équipe nationale et 13 équipes régionales et de clubs :
| Nom de l'équipe | Pays      | Code |
| --------------- | --------- | ---- |
| Drapac          | Australie | DPC  |

| Nom de l'équipe            | Pays        | Code |
| -------------------------- | ----------- | ---- |
| Avanti                     | Australie   | APC  |
| Budget Forklifts           | Australie   | BFL  |
| OCBC Singapore Continental | Singapour   | TSI  |
| Rapha Condor JLT           | Royaume-Uni | RCJ  |
| Synergy Baku Project       | Azerbaïdjan | BCP  |

| Nom de l'équipe                      | Pays             | Code |
| ------------------------------------ | ---------------- | ---- |
| Équipe nationale de Nouvelle-Zélande | Nouvelle-Zélande | NZL  |

| Nom de l'équipe           | Pays             | Code |
| ------------------------- | ---------------- | ---- |
| Armstrong Motor Group     | Nouvelle-Zélande | ARM  |
| Capital Cycles            | Nouvelle-Zélande | CAP  |
| Corratec Bikes            | Nouvelle-Zélande | COR  |
| Data3 Symantec Racing     | Australie        | DAT  |
| GPM                       | Australie        | GPM  |
| Hydr8 ZERO                | Nouvelle-Zélande | HYD  |
| MCS Mobile Communications | Nouvelle-Zélande | MCS  |
| Meridian                  | Nouvelle-Zélande | MER  |
| Rocket Switch             | Nouvelle-Zélande | ROC  |
| Satalyst Giant Racing     | Australie        | SGR  |
| Signmakers                | Nouvelle-Zélande | SIG  |
| Subaru Albion             | Australie        | SUB  |
| Total-Pos-SBA Accountants | Nouvelle-Zélande | TOT  |

## Étapes
| Étape     | Date        | Villes étapes                                                  |  | Distance (km) | Vainqueur d’étape | Leader du classement général |
| --------- | ----------- | -------------------------------------------------------------- |  | ------------- | ----------------- | ---------------------------- |
| 1re étape | 29 janvier  | Palmerston North - Palmerston North                            |  | 5,1           | Michael Vink      | Michael Vink                 |
| 2e étape  | 30 janvier  | Palmerston North (Rangiwahia) - Palmerston North (Kimbolton)   |  | 122           | Wouter Wippert    | Michael Vink                 |
| 3e étape  | 1er février | Palmerston North (Pohangina Valley) - Palmerston North (Apiti) |  | 154,5         | Brenton Jones     | Michael Vink                 |
| 4e étape  | 2 février   | Palmerston North - Palmerston North                            |  | 151,4         | Wouter Wippert    | Michael Vink                 |
| 5e étape  | 3 février   | Palmerston North - Saddle Road                                 |  | 150,8         | James Oram        | Michael Vink                 |

## Déroulement de la course

### 1reétape
20 équipes inscrivent 5 coureurs sauf les formations néo-zélandaises d'Armstrong Motor Group, Corratec Bikes et MCS Mobile Communications, australienne de Data3 Symantec Racing, et azerbaïdjanaise de Synergy Baku Project qui n'en comptent que 4 chacune. 95 coureurs sont donc au départ de la course.
L'étape se déroule sous la forme d'un prologue de 5,1 km remporté par le Néo-Zélandais Michael Vink (Budget Forklifts) en 6 min 13 s avec une moyenne de 49,223 km/h. Il devance respectivement les Australiens, tous les deux membres de la formation Avanti, Brenton Jones et Aaron Donnelly de quatre et six secondes. Vink prend logiquement la tête du classement général tandis que son équipe australienne Budget Forklifts s'empare de la première place du classement par équipes général.
|    | Coureur          | Équipe                               |    | Temps      |
| -- | ---------------- | ------------------------------------ | -- | ---------- |
| 1  | Michael Vink     | Budget Forklifts                     | en | 6 min 13 s |
| 2  | Brenton Jones    | Avanti                               | +  | 4 s        |
| 3  | Aaron Donnelly   | Avanti                               |    | 6 s        |
| 4  | Hayden McCormick | Équipe nationale de Nouvelle-Zélande |    | 9 s        |
| 5  | Thomas Scully    | Équipe nationale de Nouvelle-Zélande |    | 10 s       |
| 6  | Sam Horgan       | Budget Forklifts                     |    | 10 s       |
| 7  | Alex Wohler      | Budget Forklifts                     |    | 11 s       |
| 8  | Fraser Gough     | Équipe nationale de Nouvelle-Zélande |    | 12 s       |
| 9  | Taylor Gunman    | Avanti                               |    | 13 s       |
| 10 | Adam Phelan      | Drapac                               |    | 14 s       |

|    | Coureur          | Équipe                               |    | Temps      |
| -- | ---------------- | ------------------------------------ | -- | ---------- |
| 1  | Michael Vink     | Budget Forklifts                     | en | 6 min 13 s |
| 2  | Brenton Jones    | Avanti                               | +  | 4 s        |
| 3  | Aaron Donnelly   | Avanti                               |    | 6 s        |
| 4  | Hayden McCormick | Équipe nationale de Nouvelle-Zélande |    | 9 s        |
| 5  | Thomas Scully    | Équipe nationale de Nouvelle-Zélande |    | 10 s       |
| 6  | Sam Horgan       | Budget Forklifts                     |    | 10 s       |
| 7  | Alex Wohler      | Budget Forklifts                     |    | 11 s       |
| 8  | Fraser Gough     | Équipe nationale de Nouvelle-Zélande |    | 12 s       |
| 9  | Taylor Gunman    | Avanti                               |    | 13 s       |
| 10 | Adam Phelan      | Drapac                               |    | 14 s       |

### 2eétape
L'étape longue de 122 km est quasiment plate et ne présente aucune difficulté majeure. De ce fait le peloton se présente sur la ligne d'arrivée avec environ soixante-dix coureurs pour un sprint massif. Celui-ci est remporté par le Néerlandais Wouter Wippert (Drapac) qui s'impose devant l'Allemand Daniel Klemme (Synergy Baku Project) et l'Australien Brenton Jones (Avanti) deuxième la veille. Cependant il n'y a pas de bonifications de prévues sur l'épreuve, de ce fait les positions et écarts des dix premiers coureurs du classement général restent inchangés. Le Néo-Zélandais Michael Vink (Budget Forklifts) devance toujours Jones et l'Australien Aaron Donnelly (Avanti) de quatre et six secondes.
Pour les classements annexes, la formation australienne Budget Forklifts reste toujours en tête tandis que l'Australien Chris Jory (GPM) et l'Allemand Michael Schweizer (Synergy Baku Project) sont respectivement les premiers leaders des classements de la montagne et des sprints.
|    | Coureur            | Équipe                               |    | Temps           |
| -- | ------------------ | ------------------------------------ | -- | --------------- |
| 1  | Wouter Wippert     | Drapac                               | en | 3 h 08 min 34 s |
| 2  | Daniel Klemme      | Synergy Baku Project                 | +  | m.t             |
| 3  | Brenton Jones      | Avanti                               |    | m.t             |
| 4  | Theodore Yates     | Satalyst Giant Racing                |    | m.t             |
| 5  | Thomas Scully      | Équipe nationale de Nouvelle-Zélande |    | m.t             |
| 6  | Graham Briggs      | Rapha Condor JLT                     |    | m.t             |
| 7  | Michael Fitzgerald | Satalyst Giant Racing                |    | m.t             |
| 8  | Patrick Shaw       | Satalyst Giant Racing                |    | m.t             |
| 9  | Malcolm Rudolph    | Drapac                               |    | m.t             |
| 10 | James Williamson   | Signmakers                           |    | m.t             |

|    | Coureur          | Équipe                               |    | Temps           |
| -- | ---------------- | ------------------------------------ | -- | --------------- |
| 1  | Michael Vink     | Budget Forklifts                     | en | 3 h 15 min 47 s |
| 2  | Brenton Jones    | Avanti                               | +  | 4 s             |
| 3  | Aaron Donnelly   | Avanti                               |    | 6 s             |
| 4  | Hayden McCormick | Équipe nationale de Nouvelle-Zélande |    | 9 s             |
| 5  | Thomas Scully    | Équipe nationale de Nouvelle-Zélande |    | 10 s            |
| 6  | Sam Horgan       | Budget Forklifts                     |    | 10 s            |
| 7  | Alex Wohler      | Budget Forklifts                     |    | 11 s            |
| 8  | Fraser Gough     | Équipe nationale de Nouvelle-Zélande |    | 12 s            |
| 9  | Taylor Gunman    | Avanti                               |    | 13 s            |
| 10 | Adam Phelan      | Drapac                               |    | 14 s            |

### 3eétape
La plus longue étape de cette édition, d'une distance 154,5 km, est à parcourir sans relief. C'est donc un sprint d'une cinquantaine de coureurs qui a lieu avec comme vainqueur l'Australien Brenton Jones (Avanti) deux fois deuxième sur les deux premières étapes. Il devance sur la ligne deux coureurs de l'équipe Drapac dont le vainqueur de la veille le Néerlandais Wouter Wippert (Drapac), et un autre Australien Malcolm Rudolph qui complète donc le podium. Au classement général le Néo-Zélandais Michael Vink (Budget Forklifts) devance toujours Jones et l'Australien Aaron Donnelly (Avanti) de quatre et six secondes. Le compatriote de ce dernier, Alex Wohler (Budget Forklifts) sort quant à lui du top 10.
Au niveau des classements annexes, la formation australienne Budget Forklifts perd la tête du général par équipes au profit de sa compatriote Avanti. l'Australien Chris Jory (GPM) et l'Allemand Michael Schweizer (Synergy Baku Project) restent toujours leaders de leur classement respectif de la montagne et des sprints.
|    | Coureur            | Équipe                               |    | Temps           |
| -- | ------------------ | ------------------------------------ | -- | --------------- |
| 1  | Brenton Jones      | Avanti                               | en | 3 h 51 min 17 s |
| 2  | Wouter Wippert     | Drapac                               | +  | m.t             |
| 3  | Malcolm Rudolph    | Drapac                               |    | m.t             |
| 4  | Graham Briggs      | Rapha Condor JLT                     |    | m.t             |
| 5  | Thomas Scully      | Équipe nationale de Nouvelle-Zélande |    | m.t             |
| 6  | James Williamson   | Signmakers                           |    | m.t             |
| 7  | Michael Fitzgerald | Satalyst Giant Racing                |    | m.t             |
| 8  | Hayden McCormick   | Équipe nationale de Nouvelle-Zélande |    | m.t             |
| 9  | Malcolm Rudolph    | Drapac                               |    | m.t             |
| 10 | Paul Odlin         | Armstrong Motor Group                |    | m.t             |

|    | Coureur          | Équipe                               |    | Temps           |
| -- | ---------------- | ------------------------------------ | -- | --------------- |
| 1  | Michael Vink     | Budget Forklifts                     | en | 7 h 06 min 04 s |
| 2  | Brenton Jones    | Avanti                               | +  | 4 s             |
| 3  | Aaron Donnelly   | Avanti                               |    | 6 s             |
| 4  | Hayden McCormick | Équipe nationale de Nouvelle-Zélande |    | 9 s             |
| 5  | Thomas Scully    | Équipe nationale de Nouvelle-Zélande |    | 10 s            |
| 6  | Sam Horgan       | Budget Forklifts                     |    | 10 s            |
| 7  | Fraser Gough     | Équipe nationale de Nouvelle-Zélande |    | 12 s            |
| 8  | Taylor Gunman    | Avanti                               |    | 13 s            |
| 9  | Adam Phelan      | Drapac                               |    | 14 s            |
| 10 | Thomas Rabou     | OCBC Singapore Continental           |    | 14 s            |

### 4eétape
L'étape d'une longueur de 151,4 km est courue sur un parcours avec un circuit final à effectuer à six reprises comprenant une côte. C'est donc un troisième sprint massif sur l'épreuve d'une soixantaine de coureurs qui se présente face au peloton pour une deuxième victoire du Néerlandais Wouter Wippert (Drapac). Il devance cette fois le Néo-Zélandais Thomas Scully (Équipe nationale de Nouvelle-Zélande) et le Britannique Graham Briggs (Rapha Condor JLT). Au niveau des dix premiers du classement général rien ne change puis que le Néo-Zélandais Michael Vink (Budget Forklifts) devance toujours les deux Australiens Brenton Jones et Aaron Donnelly, de la formation Avanti, respectivement de quatre et six secondes.
La formation australienne Avanti reste toujours en tête du classement par équipes ainsi que l'Allemand Michael Schweizer (Synergy Baku Project) pour celui des sprints. En ce qui concerne le classement de la montagne, Le Néo-Zélandais Scott Thomas (Total-Pos-SBA Accountants) s'empare de la première place au profit de l'Australien Chris Jory (GPM).
|    | Coureur             | Équipe                               |    | Temps           |
| -- | ------------------- | ------------------------------------ | -- | --------------- |
| 1  | Wouter Wippert      | Drapac                               | en | 3 h 13 min 03 s |
| 2  | Thomas Scully       | Équipe nationale de Nouvelle-Zélande | +  | m.t             |
| 3  | Graham Briggs       | Rapha Condor JLT                     |    | m.t             |
| 4  | Christoph Schweizer | Synergy Baku Project                 |    | m.t             |
| 5  | Brenton Jones       | Avanti                               |    | m.t             |
| 6  | Michael Schweizer   | Synergy Baku Project                 |    | m.t             |
| 7  | Theodore Yates      | Satalyst Giant Racing                |    | m.t             |
| 8  | Patrick Shaw        | Satalyst Giant Racing                |    | m.t             |
| 9  | Michael Fitzgerald  | Satalyst Giant Racing                |    | m.t             |
| 10 | Michael Vink        | Budget Forklifts                     |    | m.t             |

|    | Coureur          | Équipe                               |    | Temps            |
| -- | ---------------- | ------------------------------------ | -- | ---------------- |
| 1  | Michael Vink     | Budget Forklifts                     | en | 10 h 19 min 07 s |
| 2  | Brenton Jones    | Avanti                               | +  | 4 s              |
| 3  | Aaron Donnelly   | Avanti                               |    | 6 s              |
| 4  | Hayden McCormick | Équipe nationale de Nouvelle-Zélande |    | 9 s              |
| 5  | Thomas Scully    | Équipe nationale de Nouvelle-Zélande |    | 10 s             |
| 6  | Sam Horgan       | Budget Forklifts                     |    | 10 s             |
| 7  | Fraser Gough     | Équipe nationale de Nouvelle-Zélande |    | 12 s             |
| 8  | Taylor Gunman    | Avanti                               |    | 13 s             |
| 9  | Adam Phelan      | Drapac                               |    | 14 s             |
| 10 | Thomas Rabou     | OCBC Singapore Continental           |    | 14 s             |

### 5eétape
La dernière journée propose l'étape reine de cette édition avec une distance de 150,8 km qui se terminer après 2,5 km d’ascension sur la Saddle Road (ou Route de la Selle). L'étape est remportée par le Néo-Zélandais James Oram (Équipe nationale de Nouvelle-Zélande) lors d'un finish à deux coureurs. Il devance donc son compatriote Daniel Whitehouse (Total-Pos-SBA Accountants) qui finit dans le même temps que lui alors que le leader du classement général, un autre Néo-Zélandais, Michael Vink (Budget Forklifts) termine à deux secondes du duo. En ne perdant que peu de temps sur les deux premiers de l'étape, Vink remporte cette édition avec 15 s d'avance sur Oram et 29 s sur l'Australien Adam Phelan (Drapac) quatrième de l'étape.
La formation australienne Avanti s'impose au classement par équipes alors que le Néo-Zélandais Scott Thomas (Total-Pos-SBA Accountants) triomphe du classement de la montagne et que l'Allemand Michael Schweizer (Synergy Baku Project) remporte celui des sprints,.
|    | Coureur           | Équipe                               |    | Temps           |
| -- | ----------------- | ------------------------------------ | -- | --------------- |
| 1  | James Oram        | Équipe nationale de Nouvelle-Zélande | en | 3 h 59 min 06 s |
| 2  | Daniel Whitehouse | Total-Pos-SBA Accountants            | +  | 0 s             |
| 3  | Michael Vink      | Budget Forklifts                     |    | 2 s             |
| 4  | Adam Phelan       | Drapac                               |    | 17 s            |
| 5  | Benjamin Dyball   | Avanti                               |    | 23 s            |
| 6  | Graham Briggs     | Rapha Condor JLT                     |    | 25 s            |
| 7  | Patrick Shaw      | Satalyst Giant Racing                |    | 27 s            |
| 8  | Jai Crawford      | Drapac                               |    | 29 s            |
| 9  | Thomas Rabou      | OCBC Singapore Continental           |    | 32 s            |
| 10 | Sam Davis         | Avanti                               |    | 35 s            |

|    | Coureur           | Équipe                               |    | Temps            |
| -- | ----------------- | ------------------------------------ | -- | ---------------- |
| 1  | Michael Vink      | Budget Forklifts                     | en | 14 h 18 min 15 s |
| 2  | James Oram        | Équipe nationale de Nouvelle-Zélande | +  | 15 s             |
| 3  | Adam Phelan       | Drapac                               |    | 29 s             |
| 4  | Daniel Whitehouse | Total-Pos-SBA Accountants            |    | 40 s             |
| 5  | Graham Briggs     | Rapha Condor JLT                     |    | 42 s             |
| 6  | Patrick Shaw      | Satalyst Giant Racing                |    | 42 s             |
| 7  | Thomas Rabou      | OCBC Singapore Continental           |    | 44 s             |
| 8  | Jai Crawford      | Drapac                               |    | 47 s             |
| 9  | Hayden McCormick  | Équipe nationale de Nouvelle-Zélande |    | 49 s             |
| 10 | Benjamin Dyball   | Avanti                               |    | 49 s             |

## Classements finals

### Classement général
|    | Cycliste          | Pays             | Équipe                               |    | Temps            |
| -- | ----------------- | ---------------- | ------------------------------------ | -- | ---------------- |
| 1  | Michael Vink      | Nouvelle-Zélande | Budget Forklifts                     | en | 14 h 18 min 15 s |
| 2  | James Oram        | Nouvelle-Zélande | Équipe nationale de Nouvelle-Zélande | +  | 15 s             |
| 3  | Adam Phelan       | Australie        | Drapac                               |    | 29 s             |
| 4  | Daniel Whitehouse | Nouvelle-Zélande | Total-Pos-SBA Accountants            |    | 40 s             |
| 5  | Graham Briggs     | Royaume-Uni      | Rapha Condor JLT                     |    | 42 s             |
| 6  | Patrick Shaw      | Australie        | Satalyst Giant Racing                |    | 42 s             |
| 7  | Thomas Rabou      | Pays-Bas         | OCBC Singapore Continental           |    | 44 s             |
| 8  | Jai Crawford      | Australie        | Drapac                               |    | 47 s             |
| 9  | Hayden McCormick  | Nouvelle-Zélande | Équipe nationale de Nouvelle-Zélande |    | 49 s             |
| 10 | Benjamin Dyball   | Australie        | Avanti                               |    | 49 s             |

### Classements annexes
|   | Cycliste         | Équipe                               | Points |
| - | ---------------- | ------------------------------------ | ------ |
| 1 | Scott Thomas     | Total-Pos-SBA Accountants            | 12     |
| 2 | James Oram       | Équipe nationale de Nouvelle-Zélande | 10     |
| 3 | James Williamson | Signmakers                           | 10     |

|   | Cycliste          | Équipe               | Points |
| - | ----------------- | -------------------- | ------ |
| 1 | Michael Schweizer | Synergy Baku Project | 5      |
| 2 | Graham Briggs     | Rapha Condor JLT     | 3      |
| 3 | Edward Laverack   | Rapha Condor JLT     | 3      |

| \| \| Équipe \| Pays \| \| Temps \| \| - \| -------------------------- \| --------- \| -- \| ---------------- \| \| 1 \| Avanti \| Australie \| en \| 42 h 56 min 55 s \| \| 2 \| Drapac \| Australie \| + \| 47 s \| \| 3 \| OCBC Singapore Continental \| Singapour \| \| 1 min 18 s \| |                            |           |    |                  |
| | Équipe                     | Pays      |    | Temps            |
| 1 | Avanti                     | Australie | en | 42 h 56 min 55 s |
| 2 | Drapac                     | Australie | +  | 47 s             |
| 3 | OCBC Singapore Continental | Singapour |    | 1 min 18 s       |

## Évolution des classements
| Étape              | Vainqueur          | Classement général | Classement de la montagne | Classement des sprints | Classement par équipes |
| ------------------ | ------------------ | ------------------ | ------------------------- | ---------------------- | ---------------------- |
| 1                  | Michael Vink       | Michael Vink       | Non décerné               | Non décerné            | Budget Forklifts       |
| 2                  | Wouter Wippert     | Michael Vink       | Chris Jory                | Michael Schweizer      | Budget Forklifts       |
| 3                  | Brenton Jones      | Michael Vink       | Chris Jory                | Michael Schweizer      | Avanti                 |
| 4                  | Wouter Wippert     | Michael Vink       | Scott Thomas              | Michael Schweizer      | Avanti                 |
| 5                  | James Oram         | Michael Vink       | Scott Thomas              | Michael Schweizer      | Avanti                 |
| Classements finals | Classements finals | Michael Vink       | Scott Thomas              | Michael Schweizer      | Avanti                 |

## Liste des participants
- Liste de départ complète

| Légende | Légende                                                                                         | Légende | Légende                                                                                                  |
| ------- | ----------------------------------------------------------------------------------------------- | ------- | --- |
| Num     | Dossard de départ porté par le coureur sur cette New Zealand Cycle Classic                      | Pos     | Position finale au classement général                                                                    |
|         | Indique le vainqueur du classement général                                                      |         | Indique le vainqueur du classement de la montagne                                                        |
|         | Indique le vainqueur du classement de sprints                                                   |         | Indique un maillot de champion national ou mondial, suivi de sa spécialité                               |
| #       | Indique la meilleure équipe                                                                     | NP      | Indique un coureur qui n'a pas pris le départ d'une étape, suivi du numéro de l'étape où il s'est retiré |
| AB      | Indique un coureur qui n'a pas terminé une étape, suivi du numéro de l'étape où il s'est retiré | HD      | Indique un coureur qui a terminé une étape hors des délais, suivi du numéro de l'étape                   |
| DSQ     | Indique un coureur qui a été disqualifié de la course, suivi du numéro de l'étape               |         | |

| Équipe nationale de Nouvelle-Zélande NZL | Équipe nationale de Nouvelle-Zélande NZL | Équipe nationale de Nouvelle-Zélande NZL |
| ---------------------------------------- | ---------------------------------------- | ---------------------------------------- |
| Num                                      | Coureur                                  | Pos                                      |
| 1                                        | Fraser Gough (NZL)                       | 38e                                      |
| 2                                        | James Oram (NZL)                         | 2e                                       |
| 3                                        | Thomas Scully (NZL)                      | 41e                                      |
| 4                                        | Hayden McCormick (NZL)                   | 9e                                       |
| 5                                        | Sam Friend (NZL)                         | AB-2                                     |

| Rapha Condor JLT RCJ | Rapha Condor JLT RCJ      | Rapha Condor JLT RCJ |
| -------------------- | ------------------------- | -------------------- |
| Num                  | Coureur                   | Pos                  |
| 6                    | Graham Briggs (GBR)       | 5e                   |
| 7                    | Elliott Porter (GBR)      | 45e                  |
| 8                    | Edward Laverack (GBR)     | 50e                  |
| 9                    | Luke Grivell-Mellor (GBR) | 51e                  |
| 10                   | Will Stephenson (GBR)     | 21e                  |

| Synergy Baku Project BCP | Synergy Baku Project BCP  | Synergy Baku Project BCP |
| ------------------------ | ------------------------- | ------------------------ |
| Num                      | Coureur                   | Pos                      |
| 11                       |                           |                          |
| 12                       | Patrick Lane (AUS)        | 19e                      |
| 13                       | Daniel Klemme (GER)       | AB-5                     |
| 14                       | Christoph Schweizer (GER) | 37e                      |
| 15                       | Michael Schweizer (GER)   | 52e                      |

| OCBC Singapore Continental TSI | OCBC Singapore Continental TSI | OCBC Singapore Continental TSI |
| ------------------------------ | ------------------------------ | ------------------------------ |
| Num                            | Coureur                        | Pos                            |
| 16                             | Thomas Rabou (NED)             | 7e                             |
| 17                             | Rico Rogers (NZL)              | 56e                            |
| 18                             | Eric Sheppard (AUS)            | 31e                            |
| 19                             | Cameron Bayly (AUS)            | 12e                            |
| 20                             | Ying Hon Yeung (HKG)           | 29e                            |

| Budget Forklifts BFL | Budget Forklifts BFL | Budget Forklifts BFL |
| -------------------- | -------------------- | -------------------- |
| Num                  | Coureur              | Pos                  |
| 21                   | Michael Vink (NZL)   | 1er                  |
| 22                   | Sam Horgan (NZL)     | 44e                  |
| 23                   | Alex Wohler (AUS)    | 60e                  |
| 24                   | Daniel Barry (NZL)   | 57e                  |
| 25                   | Brodie Talbot (NZL)  | 62e                  |

| Satalyst Giant Racing SGR | Satalyst Giant Racing SGR | Satalyst Giant Racing SGR |
| ------------------------- | ------------------------- | ------------------------- |
| Num                       | Coureur                   | Pos                       |
| 26                        | Patrick Shaw (AUS)        | 6e                        |
| 27                        | Kane Walker (AUS)         | 49e                       |
| 28                        | Theodore Yates (AUS)      | 61e                       |
| 29                        | Michael Fitzgerald (AUS)  | 24e                       |
| 30                        | Alex McGregor (AUS)       | 53e                       |

| Avanti # APC | Avanti # APC              | Avanti # APC |
| ------------ | ------------------------- | ------------ |
| Num          | Coureur                   | Pos          |
| 31           | Benjamin Dyball (AUS)     | 10e          |
| 32           | Taylor Gunman (NZL) (Clm) | 15e          |
| 33           | Brenton Jones (AUS)       | 17e          |
| 34           | Aaron Donnelly (AUS)      | 40e          |
| 35           | Sam Davis (AUS)           | 11e          |

| Drapac DPC | Drapac DPC             | Drapac DPC |
| ---------- | ---------------------- | ---------- |
| Num        | Coureur                | Pos        |
| 36         | Adam Phelan (AUS)      | 3e         |
| 37         | Wouter Wippert (NED)   | 43e        |
| 38         | Floris Goesinnen (NED) | 27e        |
| 39         | Malcolm Rudolph (AUS)  | 59e        |
| 40         | Jai Crawford (AUS)     | 8e         |

| Subaru Albion SUB | Subaru Albion SUB        | Subaru Albion SUB |
| ----------------- | ------------------------ | ----------------- |
| Num               | Coureur                  | Pos               |
| 41                | Douglas Freeburn (AUS)   | 70e               |
| 42                | Joshua Aldridge (NZL)    | 22e               |
| 43                | Darcy Ellen-Norton (NZL) | 67e               |
| 44                | Anthony Murray (IRL)     | 64e               |
| 45                | Keegan Aitchison (AUS)   | 55e               |

| Data3 Symantec Racing DAT | Data3 Symantec Racing DAT | Data3 Symantec Racing DAT |
| ------------------------- | ------------------------- | ------------------------- |
| Num                       | Coureur                   | Pos                       |
| 46                        |                           |                           |
| 47                        | Alex Grunke (AUS)         | 68e                       |
| 48                        | Michael Cupitt (AUS)      | 47e                       |
| 49                        | Correy Edmed (AUS)        | 25e                       |
| 50                        | Kyle Bridgwood (AUS)      | 63e                       |

| GPM | GPM                  | GPM  |
| --- | -------------------- | ---- |
| Num | Coureur              | Pos  |
| 51  | Chris Jory (AUS)     | 16e  |
| 52  | Caleb Jones (AUS)    | 36e  |
| 53  | Daniel Bonello (AUS) | 14e  |
| 54  | Jesse Ewart (AUS)    | 66e  |
| 55  | Edward White (AUS)   | AB-5 |

| Signmakers SIG | Signmakers SIG         | Signmakers SIG |
| -------------- | ---------------------- | -------------- |
| Num            | Coureur                | Pos            |
| 56             | Matthew Payne (AUS)    | 65e            |
| 57             | James Williamson (NZL) | 33e            |
| 58             | Saxon Irvine (AUS)     | 20e            |
| 59             | Logan Griffin (NZL)    | 28e            |
| 60             | Vaughn Pretorius (NZL) | DSQ-4          |

| MCS Mobile Communications MCS | MCS Mobile Communications MCS | MCS Mobile Communications MCS |
| ----------------------------- | ----------------------------- | ----------------------------- |
| Num                           | Coureur                       | Pos                           |
| 61                            | Daniel Molyneux (NZL)         | 18e                           |
| 62                            | Niklas Ansorge (NZL)          | 46e                           |
| 63                            | Callum Gordon (NZL)           | AB-4                          |
| 64                            | Alex Heaney (NZL)             | 54e                           |
| 65                            |                               |                               |

| Total-Pos-SBA Accountants TOT | Total-Pos-SBA Accountants TOT | Total-Pos-SBA Accountants TOT |
| ----------------------------- | ----------------------------- | ----------------------------- |
| Num                           | Coureur                       | Pos                           |
| 66                            | Reon Nolan (NZL)              | 72e                           |
| 67                            | Richard Lawson (NZL)          | 30e                           |
| 68                            | Scott Thomas (NZL)            | 48e                           |
| 69                            | Daniel Whitehouse (NZL)       | 4e                            |
| 70                            | Nick Ross (NZL)               | 77e                           |

| Hydr8 ZERO HYD | Hydr8 ZERO HYD             | Hydr8 ZERO HYD |
| -------------- | -------------------------- | -------------- |
| Num            | Coureur                    | Pos            |
| 71             | Stuart Holder (NZL)        | 80e            |
| 72             | Yuri Cowan (NZL)           | 81e            |
| 73             | Toby Atkins (NZL)          | 35e            |
| 74             | Chad Gordon Elliston (NZL) | 69e            |
| 75             | Karl Postlewaight (NZL)    | 83e            |

| Armstrong Motor Group ARM | Armstrong Motor Group ARM | Armstrong Motor Group ARM |
| ------------------------- | ------------------------- | ------------------------- |
| Num                       | Coureur                   | Pos                       |
| 76                        | Scott Ambrose (NZL)       | 32e                       |
| 77                        | Paul Odlin (NZL)          | 42e                       |
| 78                        |                           |                           |
| 79                        | Tim Rush (NZL)            | 34e                       |
| 80                        | Ryan Wills (NZL)          | 13e                       |

| Rocket Switch ROC | Rocket Switch ROC    | Rocket Switch ROC |
| ----------------- | -------------------- | ----------------- |
| Num               | Coureur              | Pos               |
| 81                | Lee Evans (NZL)      | DSQ-4             |
| 82                | Rhys Tait (NZL)      | 73e               |
| 83                | Jason Thomason (NZL) | 75e               |
| 84                | Scott Mullaly (NZL)  | 23e               |
| 85                | Sam Phipps (NZL)     | 78e               |

| Corratec Bikes COR | Corratec Bikes COR | Corratec Bikes COR |
| ------------------ | ------------------ | ------------------ |
| Num                | Coureur            | Pos                |
| 86                 | Josh Page (NZL)    | AB-3               |
| 87                 | Ben Earnshaw (NZL) | 82e                |
| 88                 | Sam Lindsay (NZL)  | AB-2               |
| 89                 |                    |                    |
| 90                 | Nick Bane (NZL)    | 26e                |

| Meridian MER | Meridian MER         | Meridian MER |
| ------------ | -------------------- | ------------ |
| Num          | Coureur              | Pos          |
| 91           | Garyson Napier (NZL) | 39e          |
| 92           | Ben Wortelboer (NZL) | AB-4         |
| 93           | Mikey McCallum (NZL) | 76e          |
| 94           | Roger Grierson (NZL) | 79e          |
| 95           | Luke McDermott (NZL) | AB-2         |

| Capital Cycles CAP | Capital Cycles CAP      | Capital Cycles CAP |
| ------------------ | ----------------------- | ------------------ |
| Num                | Coureur                 | Pos                |
| 96                 | Paddy Daly (NZL)        | AB-5               |
| 97                 | Boris Clark (NZL)       | 58e                |
| 98                 | Matthew Markby (NZL)    | 74e                |
| 99                 | Jonathan Hazelton (NZL) | 71e                |
| 100                | Pete Smits (NZL)        | AB-5               |